# Anni 640
Gli anni 640 sono il decennio che comprende gli anni dal 640 al 649 inclusi.

## Eventi, invenzioni e scoperte

### Europa

#### Regno Franco

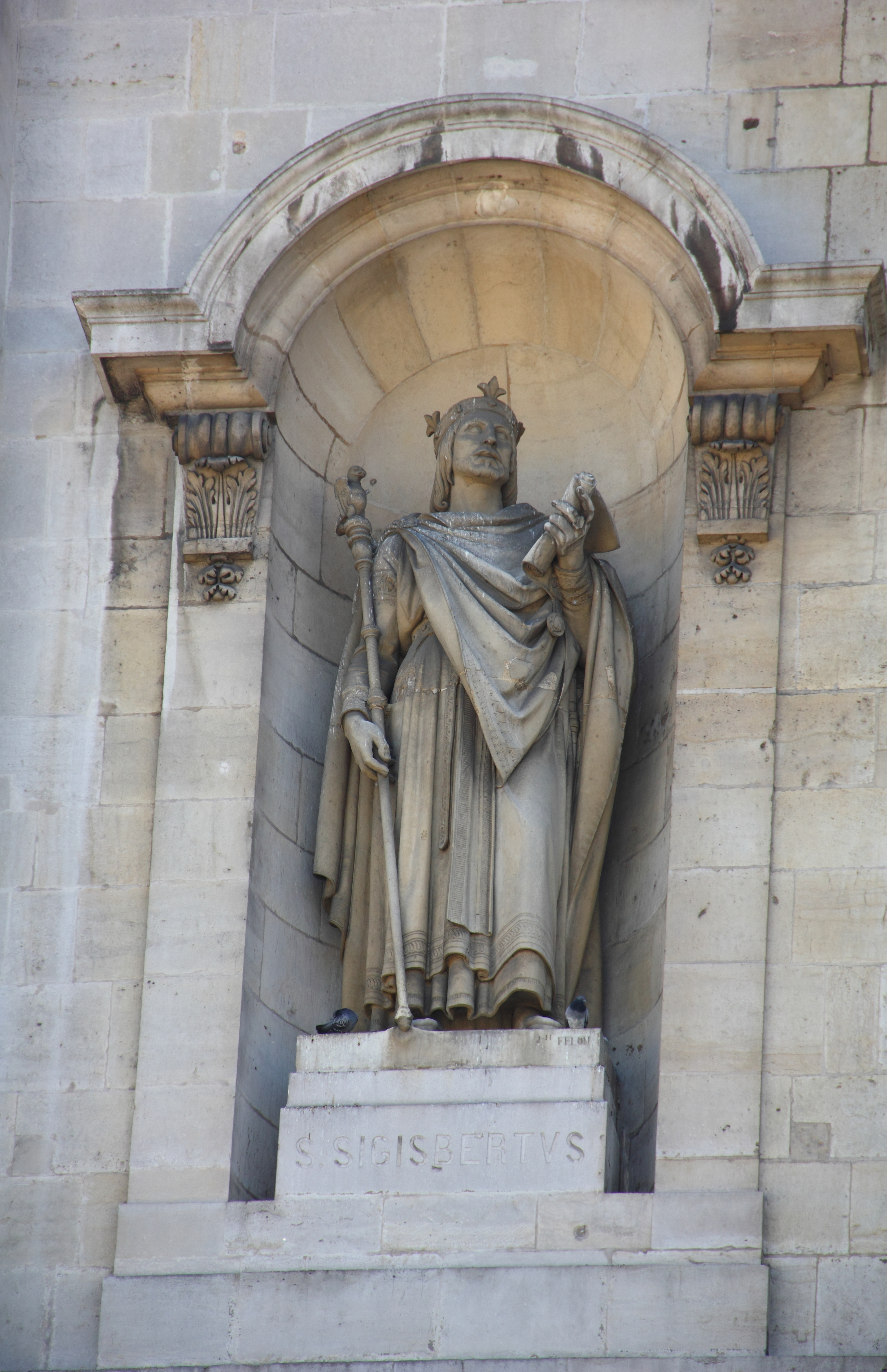
Statua di Sigeberto III a Notre Dame

- 640-649: In questo decennio il regno di Aquitania ricevette un significativo grado di indipendenza dal regno dei Franchi.
- 641: Sigeberto III prende parte alla guerra contro il marchese Radulfo, a cui suo padre, Dagoberto I aveva affidato la difesa della Turingia, territorio di frontiera minacciato dai Sassoni, ma che si era ribellato dopo la morte di Dagoberto, nel 639, creando un ducato indipendente.
- 642: La guerra si conclude con la morte di Radulfo.
- 643: Grimoaldo I diventa Maggiordomo di Palazzo di Sigeberto III.

#### Regno Longobardo
- 642: Rotari conquista la Liguria, che viene sottratta ai bizantini.

- 22 novembre 643 - Editto di Rotari: Viene emanato l'Editto di Rotari che, oltre ad importare importanti modifiche legislative soprattutto dal punto di vista giuridico e penale, codificò per la prima volta in lingua scritta tutto il diritto longobardo, che fino ad allora veniva ancora trasmesso oralmente. Stando al principio della personalità della legge, l'editto valeva solamente per gli abitanti della Penisola Italiana di origine longobarda.

#### Impero romano d'Oriente

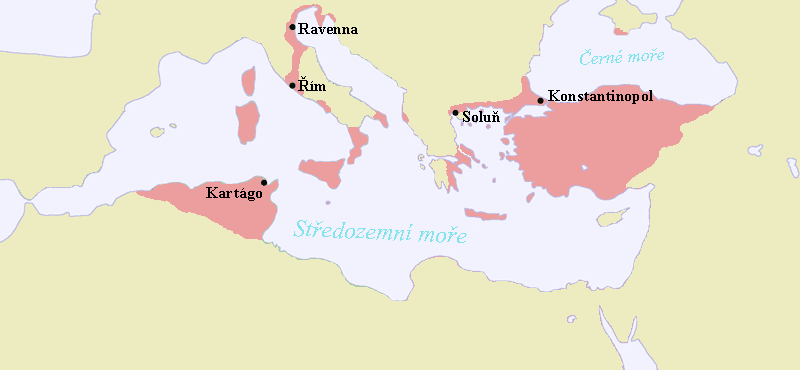
L'Impero romano d'Oriente alla morte di Eraclio I

- 11 febbraio 641: Morte di Eraclio I. Diventano imperatori i due figli Costantino III ed Eraclio II ma, mentre il primo muore il 25 maggio 641 a causa della tubercolosi, il secondo viene deposto intorno a settembre da Costante II.
- 648: Gli arabi attaccano la Libia e conquistano la Tripolitania, costringendo l'Esarcato di Cartagine a cedergli un tributo annuo.

#### Regno dei Visigoti
- 642: Morte di Tulga, diventa re Chindasvindo.

### Asia

#### Califfato dei Rashidun
- 648: Invasione della Libia e conquista della Tripolitania.

### Altro

#### Religione
- 2 agosto 640: Morte di Papa Severino.
- 24 dicembre 640: Diventa papa Giovanni IV.
- 12 ottobre 642: Morte di Papa Giovanni IV.
- 24 novembre 642: Diventa papa Teodoro I.
- 14 maggio 649: Morte di Papa Teodoro I. Diventa papa Martino.

## Personaggi
- Rotari, re dei longobardi
- Eraclio I, imperatore bizantino
- Costante II, imperatore bizantino
- Sigeberto III, re dei franchi di Austrasia